# Portugal en los Juegos Olímpicos de Río de Janeiro 2016
Portugal estuvo representado en los Juegos Olímpicos de Río de Janeiro 2016 por un total de 92 deportistas que compitieron en 16 deportes. Responsable del equipo olímpico es el Comité Olímpico Portugués, así como las federaciones deportivas nacionales de cada deporte con participación.
El portador de la bandera en la ceremonia de apertura fue el regatista João Rodrigues.

## Medallistas
El equipo olímpico de Portugal obtuvo las siguientes medallas:
| Nombre         | Deporte | Competición |
| -------------- | ------- | ----------- |
| Oro            |         |             |
| —              |         |             |
| Plata          |         |             |
| —              |         |             |
| Bronce         |         |             |
| Telma Monteiro | Judo    | –57 kg F    |